# Return of Dragon
Return of Dragon è il secondo album in studio da solista del cantautore statunitense Sisqó, pubblicato il 19 giugno 2001.

## Accoglienza
| Recensione           | Giudizio |
| -------------------- | -------- |
| Entertainment Weekly | B        |
| NME                  |          |
| Rolling Stone        |          |

Return of Dragon ha ottenuto recensioni generalmente positive da parte dei critici musicali. Su Metacritic, sito che assegna un punteggio normalizzato su 100 in base a critiche selezionate, l'album ha ottenuto un punteggio medio di 61 basato su undici recensioni.

## Tracce
1. Intro – 0:52 (Nathan Mooring, Jarod Barnes)
2. Not Afraid – 2:57 (Al West, Mark Andrews)
3. Infatuated – 3:28 (Al West, Mark Andrews)
4. Can I Live (feat. The Dragon Family) – 4:04 (Teddy Riley, Richard Stanard, D'Wayne Jones)
5. Dru Hill – Without You – 3:09 (James Moss)
6. Homewrecker – 3:58 (Christopher A. Stewart, Tab Hale, Traci Hale)
7. Last Night – 3:44 (Nathan Walton, Tavia Ivey, D'Gregory Craig)
8. Close Your Eyes (Interlude) – 1:12 (Nathan Mooring, Jarod Barnes)
9. Close Your Eyes – 4:27 (Mark Andrews, Nathan Mooring, Jarod Barnes)
10. Dance for Me – 4:10 (Marquis Collins, Mark Andrews, Rich Shelton, Loren Hill, Kevin Veney, James Travis)
11. Off the Corner (feat. The Associates) – 5:40 (Mark Andrews, Rich Shelton, Loren Hill, Kevin Veney, Marquis Collins, James Travis, D'Wayne Jones, Clifton Beaufort)
12. Dream (feat. Chinky) – 4:46 (Warryn Campbell, Jason Edmonds)

## Classifiche
| Classifica (2001) | Posizione massima |
| ----------------- | ----------------- |
| Belgio (Fiandre)  | 39                |
| Belgio (Vallonia) | 22                |
| Francia           | 32                |
| Germania          | 22                |
| Paesi Bassi       | 27                |
| Regno Unito       | 22                |
| Stati Uniti       | 7                 |
| Svizzera          | 17                |